# Roman Monarow
Roman Hennadijowytsch Monarow (ukrainisch Рома́н Генна́дійович Монарьо́в; * 17. Januar 1980 in Kropywnyzkyj, Oblast Kirowohrad) ist ein ukrainischer Fußballtrainer und ehemaliger Fußballspieler.

## Karriere
Monarow wuchs in seiner Geburtsstadt Kropywnyzkyj auf, wo er schon früh auf Drängen seines Vaters mit dem Fußballspielen begann. Während seiner aktiven Laufbahn stand Monarow bei 12 verschiedenen Vereinen unter Vertrag. Er absolvierte 349 Spiele in der ukrainischen und russischen Liga und schoss dabei 81 Tore. Die meisten Ligaspiele (111) absolvierte er für Schinnik Jaroslawl und schoss für diese 28 Tore.
2017 übernahm Monarow das Traineramt beim ukrainischen Erstligisten FK Sirka Kropywnyzkyj, die er am Ende der Saison 2016/17 zum Klassenerhalt führte. In der Saison 2017/18 stieg Monarow mit dem FK Sirka nach verlorener Relegation gegen Desna Chernihiv in die Perscha Liha ab. Monarow wurde daraufhin entlassen.
Im Jahr 2019 trainierte er kurzzeitig den kasachischen Erstligisten FK Atyrau, mit dem er in die zweithöchste Spielklasse abstieg. Er wurde am Saisonende entlassen.

## Erfolge
- Russischer Fußballpokal: 2002
- Russischer-Vizemeister: 2002
- Premjer-Liha-Dritter: 1999